# 中型勞綿蟹
中型勞綿蟹（学名：Lauridromia intermedia）为綿蟹科勞綿蟹屬下的一个种。其种加词“intermedia”意为“中间的”。